# Ternovi (Tbilísskaia)
Ternovi - Терновый (rus) - és un khútor que pertany a la stanitsa de Tbilísskaia (krai de Krasnodar, Rússia). Es troba a les terres baixes de Kuban-Azov, a la vora dreta del Beisujok, afluent del riu Beissug. És a 17 km al nord-oest de Tbilísskaia i a 93 km a l'est de Krasnodar.